# فريدريك أوبورتين
فريدريك أوبورتين (بالفرنسية: Frédéric Auburtin)‏ هو مخرج وممثل فرنسي، ولد في 4 يونيو 1962 في فرنسا.

## أعمال

### أفلام
- (2006) باريس، أحبك

## وصلات خارجية
- فريدريك أوبورتين على موقع IMDb (الإنجليزية)
- فريدريك أوبورتين على موقع ألو سيني (الفرنسية)
- فريدريك أوبورتين على موقع أول موفي (الإنجليزية)
- فريدريك أوبورتين على موقع قاعدة بيانات الأفلام السويدية (السويدية)
- فريدريك أوبورتين على موقع قاعدة بيانات الفيلم (الإنجليزية)
- فريدريك أوبورتين على موقع كينوبويسك (الروسية)